# Monumento alle vittime del Comunismo

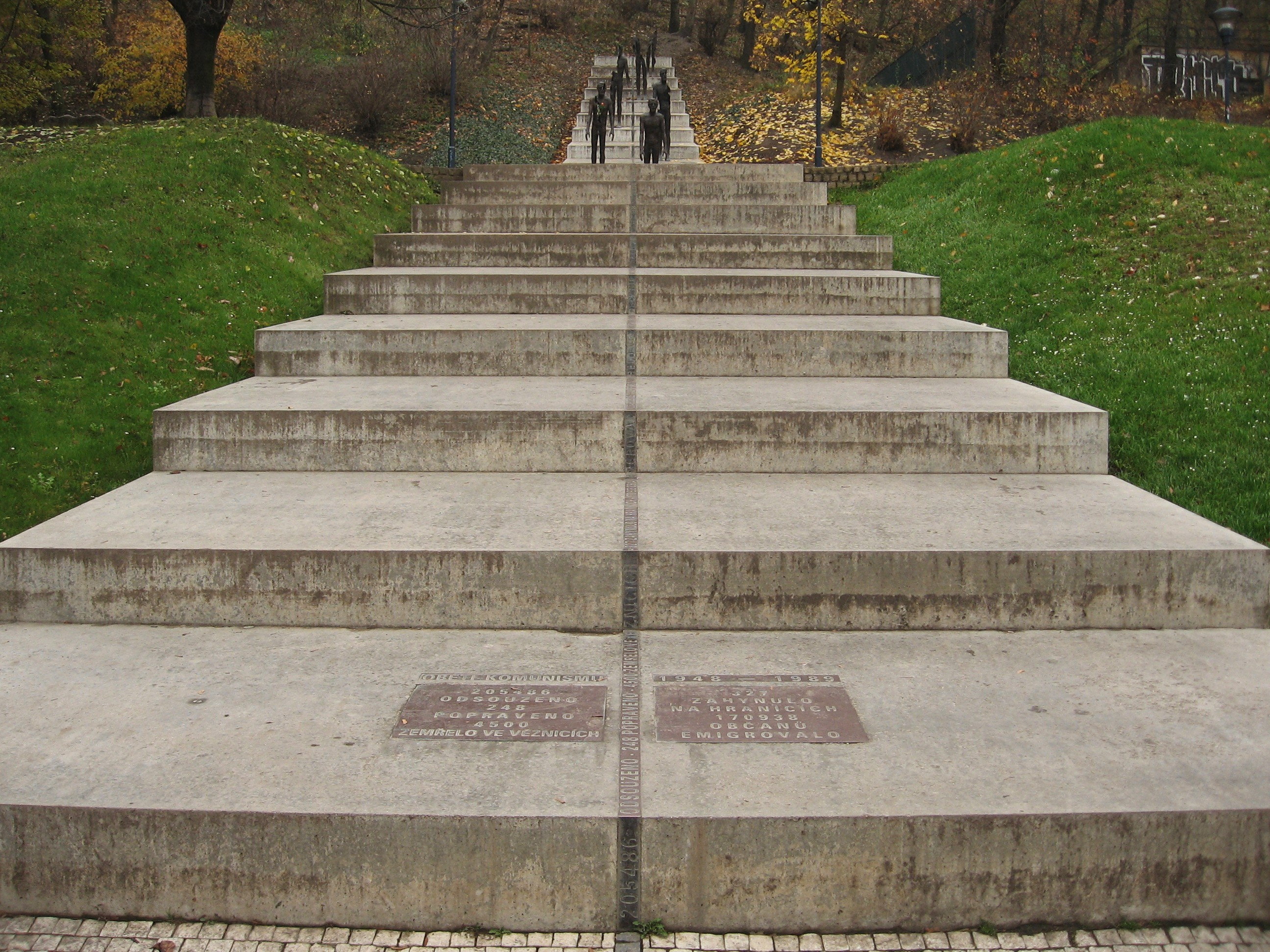
Monumento alle vittime del Comunismo

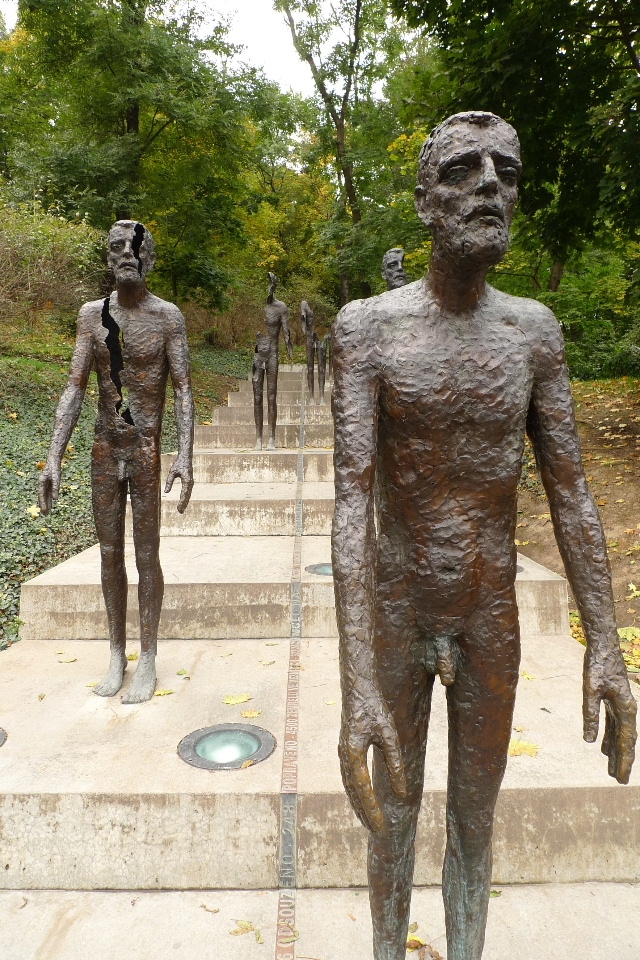

Il Monumento alle vittime del Comunismo è un monumento composto da una serie di statue a Praga che commemora le vittime del comunismo in Cecoslovacchia nel periodo fra il 1948 e il 1989. È collocato alla base della collina di Petřín, nel quartiere di Malá Strana.
È stato inaugurato il 22 maggio 2002, dodici anni dopo la caduta del comunismo nel Paese ed è stato realizzato dallo scultore ceco Olbram Zoubek e dagli architetti Jan Kerel e Zdeněk Holzel. La sua realizzazione è stata supportata dal municipio e dalla Confederazione dei Prigionieri Politici (KPV).
Il monumento rappresenta sette statue in bronzo che discendono una rampa di scale. Le figure appaiono più consumate quanto più sono lontane dell'osservatore, perdendo le membra e con delle lacerazioni nei corpi, a simbolizzare il modo in cui i prigionieri politici sono stati colpiti dal comunismo.
È anche presente una lapide in bronzo al centro del monumento che mostra il numero stimato di vittime del Comunismo nel Paese:
- 205.486 arrestati
- 170.938 esiliati
- 4.500 morti in prigionia
- 327 uccisi mentre tentavano di fuggire
- 248 condannati a morte

La lapide in bronzo recita anche:
"Il monumento alle vittime del comunismo è dedicato a tutte le vittime, non solo coloro che sono stati imprigionati o condannati a morte, ma anche coloro le cui vite sono state rovinate dal totalitarismo"